# Бетон Базош
Бетон Базош (фр. Beton-Bazoches) је насељено место у Француској у региону Париски регион, у департману Сена и Марна.
По подацима из 2011. године у општини је живело 812 становника, а густина насељености је износила 44,32 становника/km².

## Демографија
| 1962. | 1968. | 1975. | 1982. | 1990. | 2011. |
| ----- | ----- | ----- | ----- | ----- | ----- |
| 632   | 549   | 557   | 538   | 633   | 812   |